# Jean Renardy
Jean Renardy (* 22. November 1878 in Gulpen-Wittem; † März 1945 im KZ Bergen-Belsen) war ein belgischer römisch-katholischer Geistlicher und Märtyrer.

## Leben
Jean Renardy besuchte Schulen in Saint-Roch (Ferrières) und Sint-Truiden. Er wurde 1905 in Lüttich zum Priester geweiht. 1917 wurde er als Vikar in  Welkenraedt (15 km westlich von Aachen) von der deutschen Besatzungsmacht zum Tode verurteilt, weil er jungen Männern geholfen hatte, sich in den Niederlanden der belgischen Armee anzuschließen. Nach Umwandlung des Urteils in Gefängnis auf Lebenszeit kam er durch das Ende des Ersten Weltkriegs frei. Dann war er Pfarrer in Warsage (Dalhem).
1931 wurde er Pfarrer von Membach (heute Ortsteil von Baelen, südwestlich von Eupen), das 1940 durch Annexion an Deutschland kam. Aus nicht bekanntem Grund wurde Renardy am 18. Mai 1943 von der Gestapo verhaftet und über die Gefängnisse Eupen und Aachen in das KZ Sachsenhausen und von dort in das KZ Bergen-Belsen gebracht, wo er zu einem unbekannten Zeitpunkt im März 1945 im Alter von 66 Jahren starb.

## Gedenken
Die römisch-katholische Kirche in Deutschland hat Jean Renardy als Märtyrer aus der Zeit des Nationalsozialismus in das deutsche Martyrologium des 20. Jahrhunderts aufgenommen.